# ماکارونی (فیلم)
ماکارونی (به ایتالیایی: Maccheroni) محصول ۱۹۸۵ ایتالیا فیلمی کمدی به کارگردانی اتوره اسکولا است.

## داستان فیلم
جک لمون نقش یک تاجر موفق، خسته جسمی که معتاد به قرص است را بازی می‌کند که می‌خواهد دوره طلاق را طی کند از ناپل دیدن می‌کند. او چندین روزی را در آنجا به عنوان یک مهمان یک آشنا تجاری محلی که حود را وقف خانواده اش کرد است سپری می‌کند. در این فرایند لمون یاد می‌گیرد که چگونه آرام باشد و خوب زندگی کند.